# Marcus Wandt
Marcus Wandt (né le 22 septembre 1980) est un astronaute  suédois de l'Agence spatiale européenne.
En avril 2023, l'ESA annonce que l'Agence spatiale suédoise enverra un astronaute suédois vers l'ISS à bord d'un futur vol Axiom Space,.
Il est confirmé que Marcus Wandt est proposé pour une mission Axiom et il rejoint donc le corps européen des astronautes pour la durée de son entraînement et 
de sa mission le 1er juin 2023.

## Biographie

### Formation
Marcus Wandt a obtenu son diplôme de l'école secondaire Sundsta-Älvkullen (Sundsta-Älvkullegymnasiet) en 1999.
La même année, il est devenu chef de patrouille et ranger parachutiste à l'école des rangers aéroportés de l'armée suédoise.
En 2000, il a commencé ses études à l'École polytechnique Chalmers à Göteborg, en Suède, se spécialisant dans l'électronique et l'intelligence artificielle, la technologie de communication et l'ingénierie spatiale de base. Il a obtenu son diplôme d'ingénieur en génie électrique en 2007.
Marcus a rejoint l'Académie militaire de Karlberg à Stockholm, en Suède, en 2003, où il a suivi une formation en commandement et a obtenu son diplôme d'officier du programme d'officier militaire en 2005.
En 2004, Marcus a rejoint l'école de formation au pilotage de l'armée de l'air suédoise pour suivre une formation de pilotage de base, qu'il a terminée en 2005, suivie d'une formation de pilote de chasse de base en 2006.
En 2011, Marcus a suivi une formation de chef d'escadrille à quatre avions à l'école du commandant des opérations aériennes de l'armée de l'air suédoise et a été formé en tant que capitaine à l'Académie militaire de Halmstad.
De 2013 à 2014, Marcus a fréquenté la United States Naval Test Pilot School à la Naval Air Station Patuxent River, aux États-Unis, où il a obtenu son diplôme en tant que premier de sa promotion comme 
pilote d'essai expérimental.
Marcus est également devenu commandant d'escadron et commandant d'escadre au sein de l'école du commandant des opérations de l'armée de l'air suédoise.
Il parle suédois et anglais.

### Pilote d'essai
Entre 2003 et 2014, Marcus était pilote de chasse actif au sein de l'armée de l'air suédoise, participant à des exercices internationaux, des tests opérationnels et des déploiements opérationnels. Marcus Wandt est aujourd'hui lieutenant-colonel dans la réserve de l'armée de l'air.
En 2006, Marcus a fondé et est devenu PDG d'Intuitech AB, axé sur la formation tactique des pilotes de chasse.
À partir de 2014, il était pilote d'essai expérimental chez  Saab Aeronautics à Linköping, en Suède, et pilote d'essai en chef adjoint entre 2018 et 2019.
Depuis 2020, Marcus est pilote d'essai en chef et responsable des opérations de vol chez Saab Aeronautics.

### Astronaute
En novembre 2022, Marcus Wandt est sélectionné en tant que membre de la réserve d'astronautes de l'ESA. Il rejoint le Corps européen des astronautes le 1er juin 2023 en tant qu'astronaute projet de l'ESA pour la durée de ses fonctions de mission lors d'une opportunité de vol spatial commercial, SpaceX Axiom Space-3, avec Axiom Space.
La mission, baptisée Muninn, est lancée le 18 janvier 2024. Après trois semaines à bord de l'ISS, Marcus Wandt et les trois autres astronautes de la mission sont de retour sur Terre le 9 février suivant.